# Morpho adonides
Morpho adonides är en fjärilsart som beskrevs av Otto Staudinger. Morpho adonides ingår i släktet Morpho och familjen praktfjärilar. Inga underarter finns listade i Catalogue of Life.